# Erik Hummer
Erik Hummer, född 1692 i Linköpings församling, död 28 december 1728 i Linköpings församling, var en svensk rådman i Linköping.

## Biografi
Hummer föddes 1692 i Linköping. Han var son till handlanden och rådmannen Petrus Haraldi Hummer (Per Haraldsson Hummer) och Maria Eriksdotter i staden. Hummer blev 1712 student vid Uppsala universitet och 1717 student vid Lunds universitet. Från 1716 arbetade han som dragon och senare löjtnant, vilken syssla han tog avsked från 1717. Han blev 1721 rådman vid Linköpings rådhusrätt. Hummer avled 28 december 1728 i Linköping.

### Familj
Hummer gifte sig med Engela Österberg. De fick tillsammans sonen Pehr Hummer (1727–1788), som kom att arbeta som fänrik. Efter Hummers död gifte Österberg om sig med rådmannen Bengt Ekerman i Linköping.